# Козель, Арнольд Израилевич
Арнольд Израилевич Козель (9 ноября 1940, Саратов — 18 июня 2019, Челябинск) — советский и российский нейрохирург, член-корреспондент РАМН (2000), член-корреспондент РАН (2014).

## Биография
Арнольд Израилевич Козель родился 9 ноября 1940 года в городе Саратове Саратовской области.
В 1965 году — окончил Саратовский медицинский институт.
В 1970 году — возглавил нейротравматическое отделение медсанчасти Челябинского трубопрокатного завода.
С 1981 года — работал в нейрохирургическом отделении больницы скорой помощи, которое под его руководством в 1982 году было преобразовано в городской нейрохирургический центр, а в 1996 году — преобразовал центр в институт лазерной хирургии, и стал его директором.
В году — избран членом-корреспондентом РАМН.
В 2014 году — стал членом-корреспондентом РАН (в рамках присоединения РАМН и РАСХН к РАН).
Арнольд Израилевич Козель умер 18 июня 2019 года в городе Челябинске. Похоронен на Сухомесовском кладбище Ленинского района города Челябинска Челябинской области.

## Научная деятельность
Автор идей и разработчик 25 запатентованных нейрохирургических методов, 4 из которых названы его именем («Способ А. И. Козеля лечения остеохондроза позвоночника», «Способ лечения невралгии тройничного нерва по А. И. Козелю», «Способ лечения заболеваний аденогипофиза по А. И. Козелю», «Способ лечения наркомании по А. И. Козелю»).
Под его руководством подготовлены 4 кандидата и 3 доктора медицинских наук.

## Награды
- Заслуженный врач Российской Федерации (1993)